# Pamćenje
Pamćenje je mogućnost usvajanja, zadržavanja i korištenja informacija. Pamćenje je uvelike značajno za čovjeka, za njegov razvoj i njegov identitet. Ono je u uskoj vezi s učenjem, mogli bismo reći da bez njega učenje ne bi imalo smisla jer je pamćenje mjesto na kojem se čuvaju informacije, a ujedno je i proces unutar čovjeka koji obrađuje te informacije.

## Vrste pamćenja
Postoje tri vrste pamćenja:
- Epizodičko pamćenje – pod epizodičkim pamćenjem podrazumijevamo sjećanja na događaje koje je netko doživio ili koji su se dogodili u njegovoj blizini. Epizodičko pamćenje se odnosi na vremensko određivanje zbivanja pojedinih događaja, dakle postavlja se pitanje kada i gdje smo usvojili neku informaciju (npr. što smo jeli za doručak...)

- Semantičko pamćenje – informacije koje su pohranjene u epizodičko pamćenje dalje sele u semantičko pamćenje. Za semantičko pamćenje možemo reći da se odnosi na opće znanje za razliku od epizodičkog. Dok smo u epizodičkom pamćenju događaje doživjeli, u semantičkom ih nismo doživjeli, ali ih znamo kao neke opće činjenice (npr. da je Shakespeare napisao "Hamleta"). Semantičko pamćenje je nužno za uporabu jezika, odnosi se na pamćenje značenja riječi i pojmova, gramatičkih pravila za slaganje rečenica itd.

- Proceduralno pamćenje – proceduralno pamćenje ili pamćenje vještina sadrži znanje o tome kako se nešto radi ili izvodi. Neke vještine poput vožnje bicikla, plivanja, gašenja svjetla i sličnog ne zaboravljamo nikako tijekom života.

Proceduralno pamćenje uključuje tri faze:
- Kognitivna faza – treba shvatiti sve što treba napraviti pri usvajanju vještine.

- Faza povezivanja – određivanje najdjelotvornijeg načina povezivanja pojedinih radnji u jednu cjelinu. Sve manje se koriste verbalni aspekti pamćenja (npr. prva brzina dolje, druga gore...), a sve se više koriste motorički aspekti pamćenja.

- Automatsko odvijanje vještine – do nje se dolazi dugotrajnom vježbom koja stvara naviku (automatizam) te zahtjeva samo minimum svjesne kontrole.

## Tri procesa pamćenja
- Kodiranje – informacije koje želimo zadržati u pamćenju se kodiraju u kratkoročnom pamćenju. Te informacije se moraju promijeniti tako da budu smislene i da imaju logički slijed, kako bi se mogle pohraniti i poslije pronaći. Ta promjena informacija pri pamćenju u oblik koji se može pohraniti i poslije pronaći zove se kodiranje. Na takav način se informacije pripreme za pohranu u dugoročno pamćenje. Kodiranjem nastojimo smanjiti količinu informacija odbacujući nevažno i redundantno, te time olakšavamo buduće pronalaženje informacija.

Kodiranje je jedinstveno za svaku osobu, svaka osoba će različito kodirati određenu informaciju na svoj način (npr. istu priču pet ljudi ispričat će po sjećanju na pet različitih načina). Postoji i semantičko kodiranje, a to je pohranjivanje podražaja na temelju njihova značenja.
- Pohranjivanje – druga faza procesiranja informacija je pohranjivanje, a to je održavanje informacija tijekom vremena. Da bismo što bolje zadržali informacije u pamćenju dobro je ponavljati. Naše znanje o funkcioniranju našeg pamćenja psiholozi nazivaju metamemorija. Ona omogućava učinkovito kodiranje, pohranjivanje i dosjećanje informacija.

- Pronalaženje – treći proces pamćenja je pronalaženje ili lociranje pohranjenih informacija i njihovo vraćanje u svijest. Pronaći informaciju će biti lakše ako smo je kodirali na što kvalitetniji način (npr. koristeći semantičko kodiranje).

## Tri faze pamćenja
- Senzoričko pamćenje – senzoričko pamćenje vrlo kratko zadržava dolazeće informacije u nepromijenjenom obliku. Za vid to vrijeme iznosi približno pola sekunde, a za sluh oko dvije sekunde. Postoji vidno senzoričko pamćenje, to je tzv. ikoničko pamćenje (npr. ako u mraku vrtimo upaljenu cigaretu percipiramo krug i to vrlo kratko), i slušno senzoričko pamćenje, to je tzv. ehoičko pamćenje. Slušno senzoričko pamćenje traje duže od vidnog pa ćemo npr. zadnju riječ koju čujemo lakše zapamtiti nego ako je vidimo. Senzoričko pamćenje još se zove i perceptivno pamćenje jer se informacije prenose i na temelju samog podražaja. Istodobnim radom senzoričkog i dugoročnog pamćenja uspješno se provodi prepoznavanje oblika. Senzoričko pamćenje je važno jer ono omogućuje da se percipiraju podražaji koji traju vrlo kratko, a koji su bitni za život (npr. zvuk slomljene grančice koji upozorava na bljesak munje u mraku koji na vrlo kratko vrijeme osvjetljava okolinu).

- Kratkoročno pamćenje – Nakon što je informacija došla u senzorno pamćenje, ona odlazi u kratkoročno pamćenje. Kratkoročno pamćenje je faza pamćenja koja zadržava podatke u trajanju od po prilici jedne minute nakon nastanka tragova podražaja. Naziva se i radno pamćenje ili radna memorija. Informacije koje želimo zadržati u pamćenju se kodiraju u kratkoročnom pamćenju. Na takav način se informacije pripreme za pohranu u dugoročno pamćenje. Kad neku informaciju iz dugoročnog pamćenja vratimo u kratkoročno, onda kratkoročno pamćenje ima ulogu tzv. radnog pamćenja. Za čovjeka je kratkoročno pamćenje od iznimne važnosti jer ono služi da bismo razumjeli ljudski govor formiran u rečenice. Ako bi kratkoročno pamćenje bilo oštećeno onda ne bismo mogli zapamtiti početak rečenice i zatim ga povezati sa sredinom i krajem rečenice u logičku cjelinu. Kapacitet kratkoročnog pamćenja u prosjeku iznosi između pet i devet nepovezanih čestica, a to znači da se može odjednom zapamtiti toliki broj nepovezanih brojeva (npr. 1492 izgovaramo kao jedan broj, ili npr. broj 124315 rastavimo na 124 i 315 i sl.).

- Dugoročno pamćenje – Dugoročno pamćenje ima neograničen kapacitet, veliki broj informacija u dugoročnom pamćenju ostaju cijeli život. Da bismo se dosjetili neke informacije koja je zapisana u dugoročno pamćenje služimo se znacima za dosjećanje (npr. znak je slovo -o, a zadatak je pronaći u svojoj memoriji neko voće na -o), zatim znacima za kodiranje (npr. osoba, miris). Pri pamćenju čovjek obično zapamti više konkretnih pojmova nego apstraktnih, jer stvara likovne predodžbe tih konkretnih pojmova, tako da možemo reći da se stvaraju dvostruki tragovi pamćenja: slikovni i verbalni. Za apstraktne pojmove se obično stvara samo verbalni trag pa ih je teže zapamtiti. U dugoročnom pamćenju neku informaciju možemo koristiti u razne svrhe pa je važno da postoji više dobrih putova za njeno pronalaženje. Budući da su u dugoročnom pamćenju pohranjene informacije iz osjetila ono se još naziva i perceptivno dugoročno pamćenje. Postoji niz podjela dugoročnog pamćenja. Postoji slušno, vidno, okusno pamćenje, te vizualno i auditivno pamćenje. Postoji eksplicitno (ako se namjerno želimo nečega sjetiti) i implicitno pamćenje (ako se nenamjerno sjetimo).

Pri podjeli dugoročnog pamćenja možemo istaknuti jedan fenomen, a to je tzv. "blic pamćenje" (flashbulb memory). Blic pamćenje je izuzetno dobro pamćenje detalja neposredno prije, za vrijeme i nakon iznenađujućeg događaja značajnog za osobu. Za blic pamćenje je specifična potpunost, točnost, živost i otpornost na zaboravljanje.
Često se koristi podjela dugoročnog pamćenja na automatsko pamćenje i pamćenje koje zahtjeva napor. Automatsko pamćenje je pamćenje onih događaja na koje ne moramo obraćati pažnju, oni su jednostavno dio našeg biološkog nasljeđa (npr. kad neku osobu u danu vidimo dva puta to smo automatski zapamtili, a da pri tom nismo uložili nikakav napor). Pamćenje koje zahtijeva napor je pamćenje nekih pojmova ili brojeva koje u sebi sadržavaju neki određeni napor pri pamćenju.

## Smetnje pamćenja
Smetnje pamćenja se uglavnom kategoriziraju na tri načina:
- Prema nazivu bolesti
- Prema mjestu mozgovnog oštećenja
- Prema funkcionalnom oštećenju mozga

## Amnezije
Općenito smanjena mogućnost pamćenja zove se hipomnezija, a poremećaj koji se očituje u pamćenju svih informacija koje se percipiraju zove se hipermnezija. Kod starijih ljudi mogu se pojavljivati lažna sjećanja ili paramnezije, koje nastaju tako što se praznine u sjećanju popunjavaju izmišljenim podacima. Tu se ubraja i fenomen déjà-vu pri čemu imamo dojam da se odvija ono što smo već doživjeli.
Znamo da se nakon potresa mozga ne možemo sjetiti događaja koji su se zbili neposredno prije i to se naziva retrogradna amnezija. No znatno veći problem je anterogradna amnezija – nemogućnost stvaranja novog dugoročnog pamćenja. Ova se bolest može javiti i kao posljedica dugotrajnog konzumiranja alkohola (nedostatak vitamina B).
Baddeley razlikuje primarnu i sekundarnu amneziju. Primarna amnezija se odnosi na jak deficit u dugoročnom pamćenju bez manjkavosti u ostalim aspektima, dok se sekundarna amnezija odnosi na probleme s dugoročnim pamćenjem koji se pojavljuju kao posljedica deficita ostalih procesa (npr. smanjena ili potpuno izgubljena mogućnost razumijevanja govora ili smetnja pažnje).
Amnezije se odnose samo na epizodičko pamćenje, dok semantičko ostaje neoštećeno.
Postoje i normalne promjene pamćenja uzrokovane starenjem i patološke promjene poput senilne demencije (skleroza).
Osim amnezija poznata je i Alzheimerova bolest koja se očituje smetnjama u semantičkom pamćenju, te Korsakovljev sindrom čiji je simptom anterogradna amnezija, a veže se uz oštećenja limbičkog sustava.